# Raquel Sueiro
Raquel Sueiro (Barcellona, 19 giugno 1979) è una modella e attrice spagnola.

## Biografia
Nel 1995 ha vinto il concorso di Positano "Bellissima d'Europa". Ha girato spot pubblicitari per vari prodotti, tra cui le scarpe Lerre.
Nel 2003 esordisce in Italia come attrice, interpretando Daria, la fidanzata di Gegè (Carlo Verdone) nel film Ma che colpa abbiamo noi, regia di Carlo Verdone.
Nel 2007 diventa più nota al pubblico italiano grazie alla soap opera Incantesimo, in onda su Rai 1, dove interpreta Carmen, l'amica di Luca Mauri, interpretato da Riccardo Sardonè.

## Vita privata
È sposata con un imprenditore italiano dal quale ha avuto due figli. Vive a Barcellona.

## Filmografia

### Cinema
- Ma che colpa abbiamo noi (2003), regia di Carlo Verdone

### Televisione
- O la va, o la spacca – miniserie TV, episodio 4 (2004)
- Los Serrano – serie TV, episodio Il bambino della strada (2007)
- Incantesimo – serie TV (2007)